# Juliette Armanet
Pour les articles homonymes, voir Armanet.
Juliette Armanet, née le 4 mars 1984 à Lille (Nord), est une auteure-compositrice-interprète, pianiste et actrice française.

## Biographie

### Famille et formation
Fille d'un compositeur, Jean-Pierre Armanet,, et d'une pianiste, Juliette Anne Solange Armanet grandit à Villeneuve-d'Ascq et au Pecq, en région parisienne , où elle écoute en boucle Alain Bashung, Barbara ou Alain Souchon,. Elle fait sa scolarité à l'école privée catholique le Bon-Sauveur au Vésinet, puis poursuit par une classe préparatoire littéraire au lycée Jeanne-d'Albret à Saint-Germain-en-Laye. La maison familiale de ses grands-parents, où elle passe des moments importants de son enfance, se trouve à Biot, dans les Alpes-Maritimes, département où elle considère avoir des racines. Sa grand-mère, prénommée Paulette, aime notamment le piano. Cette grand-mère est morte de la maladie d'Alzheimer en 2015, après que sa petite-fille lui a consacré, en 2009, le documentaire Les Enfants d'Alzheimer.
Juliette Armanet fait des études de lettres et de théâtre lors desquelles elle tente à trois reprises le concours du Conservatoire national supérieur d'art dramatique, puis suit des cours à l'école d'Asnières.
Elle travaille pendant six ans comme journaliste et réalise des documentaires pour Arte et France Culture (Les Pieds sur Terre),. Elle travaille également pendant deux ans pour l'émission de TF1 50 minutes inside[réf. nécessaire].

### Parcours artistique
Juliette Armanet commence à composer ses premiers morceaux à l'âge de quatorze ans. Elle n’a jamais appris le solfège, et compose tout de mémoire.
En 2014, elle gagne le concours de musique « inRocKs lab 2014 » organisé par Les Inrockuptibles. Le 7 avril 2017, Juliette Armanet sort son premier album intitulé Petite Amie chez le label Barclay,. Cet album est qualifié par la chaîne Radio France internationale (RFI) de « premier album à la sensibilité rémanente, classique et étonnant, décomplexé et précis, mélancolique et dansant ». Le Figaro parle d'elle comme « l'une des plus douées de la relève de la chanson française », le magazine Paris Match la décrit comme une « fille cachée de Sanson et Berger autant que l'héritière de Souchon et Sheller », elle est considérée comme la « révélation de la scène musicale française début 2017 » par France Inter, et elle est qualifiée de « nouvelle garde de la chanson française » par Les Inrockuptibles.
En octobre 2017, Juliette Armanet est à l'honneur de la vingt-cinquième édition du festival Nuits de Champagne à Troyes. Elle y interprète notamment la chanson Un homme heureux de William Sheller, reprise plus tard à l’antenne de France Inter,.

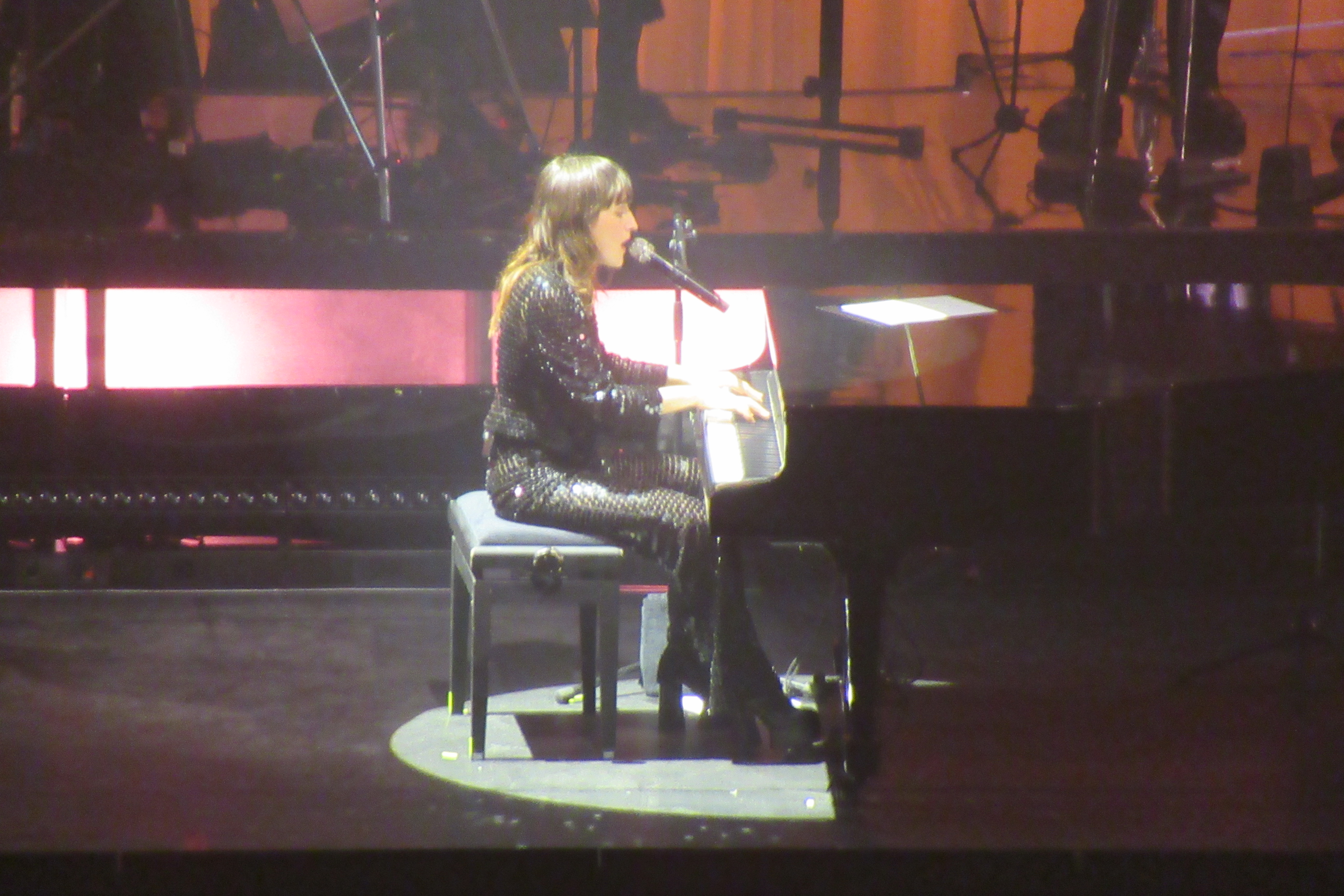
Juliette Armanet au piano, Zénith de Caen, le 10 mars 2023.

Son album Petite Amie remporte la victoire « Album révélation de l'année » aux Victoires de la musique le 9 février 2018.
Elle interprète Les Moulins de mon cœur lors de la cérémonie d'ouverture du festival de Cannes 2018, chanson qu'elle reprend sur le plateau de l'émission Quotidien, en l'honneur de Michel Legrand le 28 janvier 2019.
En juin 2018, lors de l'émission 28 minutes sur Arte présentée par Élisabeth Quin, l'écrivain-compositeur Yves Simon la désigne comme l'un de ses « compagnons de route ». Le 8 mars 2019, Arte diffuse son concert enregistré à la Gaîté-Lyrique en 2018.
En décembre 2020, elle participe, au Théâtre Auditorium de Poitiers, avec d'autres artistes comme Malik Djoudi ou Philippe Katerine, à un concert organisé par Barbara Carlotti en hommage à Christophe, mort en avril. La captation du concert est diffusée sur Arte début 2021.
Elle est nommée en janvier 2022 pour les Victoires de la musique dans plusieurs catégories : artiste féminine, album de l'année, chanson de l'année et création audiovisuelle.

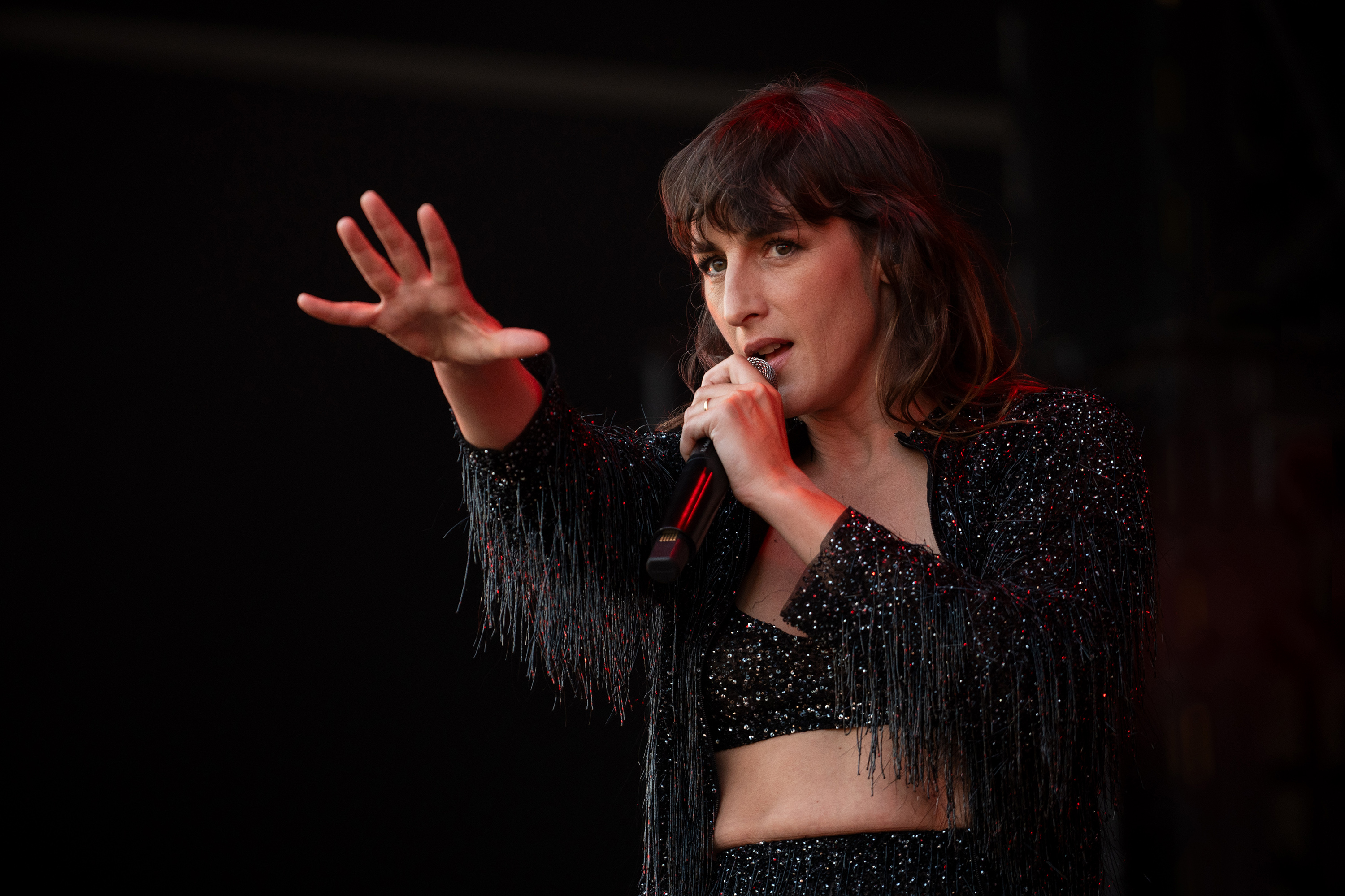
Juliette Armanet au Festival Papillons de nuit 2023.

En novembre 2022, Juliette Armanet sort une nouvelle version de son album : Brûler le feu 2 ; CD ou double album vinyle, avec cinq nouveaux titres inédits : Flamme, Fuguer, À quoi tu joues ?, Michel et Ce que l’on cache vendus en précommande sur son site commercial avec au choix l’une des quatre lithographies dédicacées et une carte de tatouages reprenant les quatre dessins du thème.
De l’hiver 2022 jusqu’au printemps 2023, elle fait la tournée des Zénith de France et joue pour un soir à l’Accor Arena de Paris avec son spectacle Brûler le feu Tour ; tous les concerts sont rapidement complets. Le concert donné le 17 mars 2023 à l’Accor Arena, diffusé en direct sur Canal+, est interrompu par une alarme,.
Le 26 juillet 2024, à bord d'une barge voguant sur la Seine, elle interprète la chanson Imagine de John Lennon accompagnée par Sofiane Pamart au piano, lors de la cérémonie d'ouverture des Jeux olympiques,,.

### Vie privée
Le 15 novembre 2018, Juliette Armanet donne naissance à son premier enfant, prénommé Abel. Le père de l'enfant est son compagnon, Florent Jacob, qui est scénographe lumière.

## Polémique
En août 2023, interrogée par le média belge Tipik sur les trois titres qui lui feraient quitter une soirée, Juliette Armanet répond « Trois fois Les Lacs du Connemara » de Michel Sardou, reprochant pêle-mêle à la chanson sa « musique immonde », son côté « scout, sectaire » et « de droite »,, ce qui déclenche une polémique sur les réseaux sociaux. La polémique viendrait de l'interprétation qui est faite des paroles de la chanson et de la façon dont l'Irlande rurale y serait dépeinte, pourtant très éloignée des intentions originelles de ses auteurs, et de la façon dont le débat a enflé à la suite des réactions en France de personnalités de droite. Michel Sardou relativise les propos de la chanteuse en ces termes : « Elle a dit une connerie, ça arrive à tout le monde. » Il estime qu’elle s’est fait piéger et déclare avoir reçu une lettre d’excuse de la part de la chanteuse.

## Discographie

### Chansons
- Je te sens venir, adaptation en français de I Feel It Coming[46].
- Carte postale, duo avec Julien Doré (&)
- Cool Cat, reprise du titre de Queen.

### Participations
- 2015 : Mirages, sur l'album Mirage B-Side (EP) en duo avec Saycet
- 2016 : Indamour, Big Man Mountain et Orange River avec Lewis Evans sur la B.O. du roman Jukebox Motel de Tom Graffin
- 2016 : Corail, en duo avec Julien Doré sur l'album &
- 2017 : Ultra moderne solitude, sur l'album hommage à Alain Souchon Souchon dans l'air
- 2017 : L'Aigle noir, sur l'album hommage à Barbara Elles & Barbara
- 2017 : reprise du titre Indamour sur l'album de Lewis Evans Man in the Bubble[47]
- 2017 : reprise du titre Big Man Mountain avec Lewis Evans sur l'album de la B.O. du film De plus belle
- 2018 : Barcelone, sur l'album hommage à Yves Simon, Génération(s) Éperdue(s)
- 2018 : Couleur menthe à l'eau, sur l'album de duos d'Eddy Mitchell La Même Tribu, volume 2
- 2018 : Une nuit sur ton épaule, en duo avec Véronique Sanson, sur l'album Duos volatils
- 2018 : Cool Cat, sur l'album concept Souris Calle de Sophie Calle
- 2018 : Épopée solaire, en duo avec Corine sur son album Fille de ta région - Volume 2
- 2019 : Boule de flipper, en duo avec Christophe, sur l'album Christophe, etc. Vol. 2
- 2020 : Single, en duo avec Ricky Hollywood, sur l'album Le Sens du sens
- 2020 : Rue Saint-Louis en l’Île, en duo avec Benjamin Biolay, sur l’album Grand Prix (réédition)
- 2020 : Y'a pas que les grands qui rêvent sur l'album Deezer Souvenirs d'été
- 2020 : Idéal en duo avec Moodoïd
- 2025 : Les Oiseaux rares en duo avec Théodora

## Distinctions

### Décoration
- Chevalier de l'ordre des Arts et des Lettres (15 avril 2022)

### Récompenses et nominations
| Année | Événement               | Travail distingué        | Prix ou catégorie                       | Résultat   |
| ----- | ----------------------- | ------------------------ | --------------------------------------- | ---------- |
| 2018  | Victoires de la musique | Petite Amie              | Album révélation de l'année             | Lauréat    |
| 2022  | Victoires de la musique | Juliette Armanet         | Artiste interprète féminine             | Nomination |
| 2022  | Victoires de la musique | Brûler le feu            | Album de l'année                        | Nomination |
| 2022  | Victoires de la musique | Le dernier jour du disco | Chanson originale                       | Nomination |
| 2022  | NRJ Music Awards        | Juliette Armanet         | Artiste féminine francophone de l'année | Nomination |
| 2023  | NRJ Music Awards        | Juliette Armanet         | Tournée francophone de l'année          | Nomination |
| 2023  | NRJ Music Awards        | Juliette Armanet         | Artiste féminine francophone de l'année | Nomination |

## Filmographie
Sauf indication contraire, les informations mentionnées dans cette section peuvent être confirmées par les bases de données cinématographiques IMDb et Allociné,  présentes dans la section « Liens externes ».

### Actrice

#### Cinéma
- 2009 : Micmacs à tire-larigot de Jean-Pierre Jeunet : la chanteuse du métro
- 2016 : Marie et les Naufragés de Sébastien Betbeder : la chanteuse du bar karaoké
- 2019 : Noureev (The White Crow) de Ralph Fiennes : la chanteuse du club de jazz
- 2021 : Partir un jour (court métrage) d'Amélie Bonnin : Caroline
- 2024 : Rosalie de Stéphanie Di Giusto : Clothilde
- 2025 : Partir un jour d'Amélie Bonnin : Cécile Beguin

#### Séries télévisées
- 2025 : Carême de Martin Bourboulon (Apple TV+) : Madame de Staël

#### Doublage
- 2023 : Léo, la fabuleuse histoire de Léonard de Vinci de Jim Capobianco et Pierre-Luc Granjon : Marguerite de Navarre

### Réalisatrice
- 2009 : Les Petits-enfants d’Alzheimer[48],[49] (diffusé le 24 novembre 2009 sur Vivolta[50]).
- 2011 : Éloge de la jupe (documentaire diffusé sur Arte)[51],[52].

### Compositrice/musicienne
- 2014 : Daphné ou la belle plante (documentaire) de Sylvain Derosne et Sébastien Laudenbach[53]